# Liste der Inseln in New York City

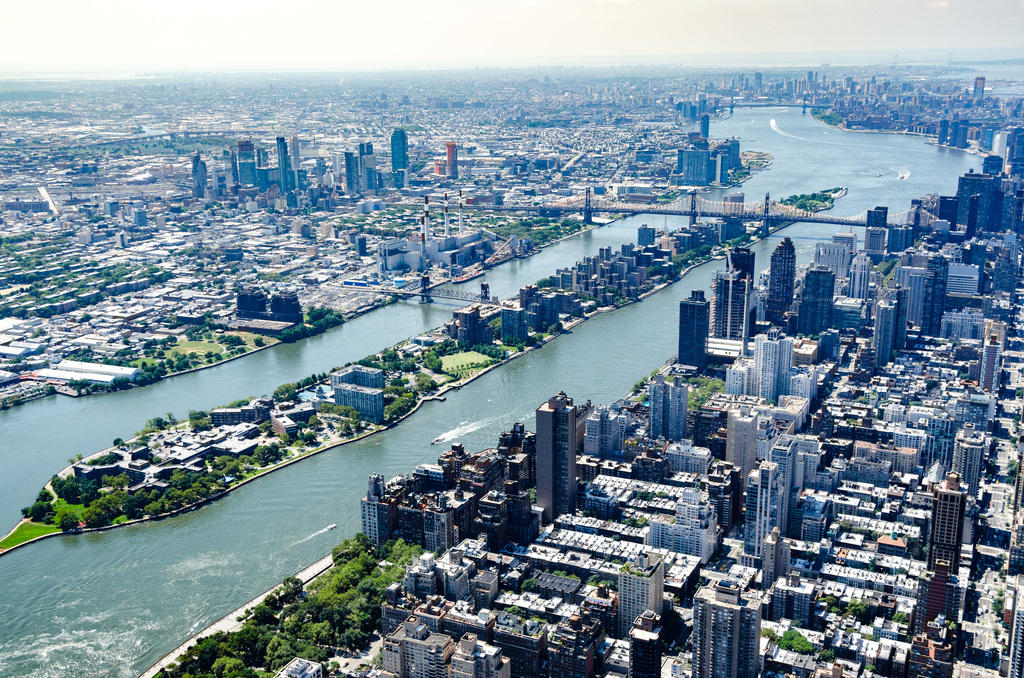
Roosevelt Island

Die Liste der Inseln in New York City nennt die Inseln innerhalb von New York City, getrennt nach den fünf Stadtbezirken (Boroughs). Dabei liegen vier der fünf Bezirke selbst nicht auf dem Festland. Brooklyn und Queens liegen größtenteils auf Long Island, Manhattan ist ebenfalls eine Insel. Nur der Stadtbezirk Bronx liegt nicht auf einer Insel. Mehr oder weniger große Inseln sind jedoch allen fünf Stadtbezirken zugeordnet.

## Bronx
- Pelham-Inseln (teilweise)
- Chimney Sweeps Islands
- City Island

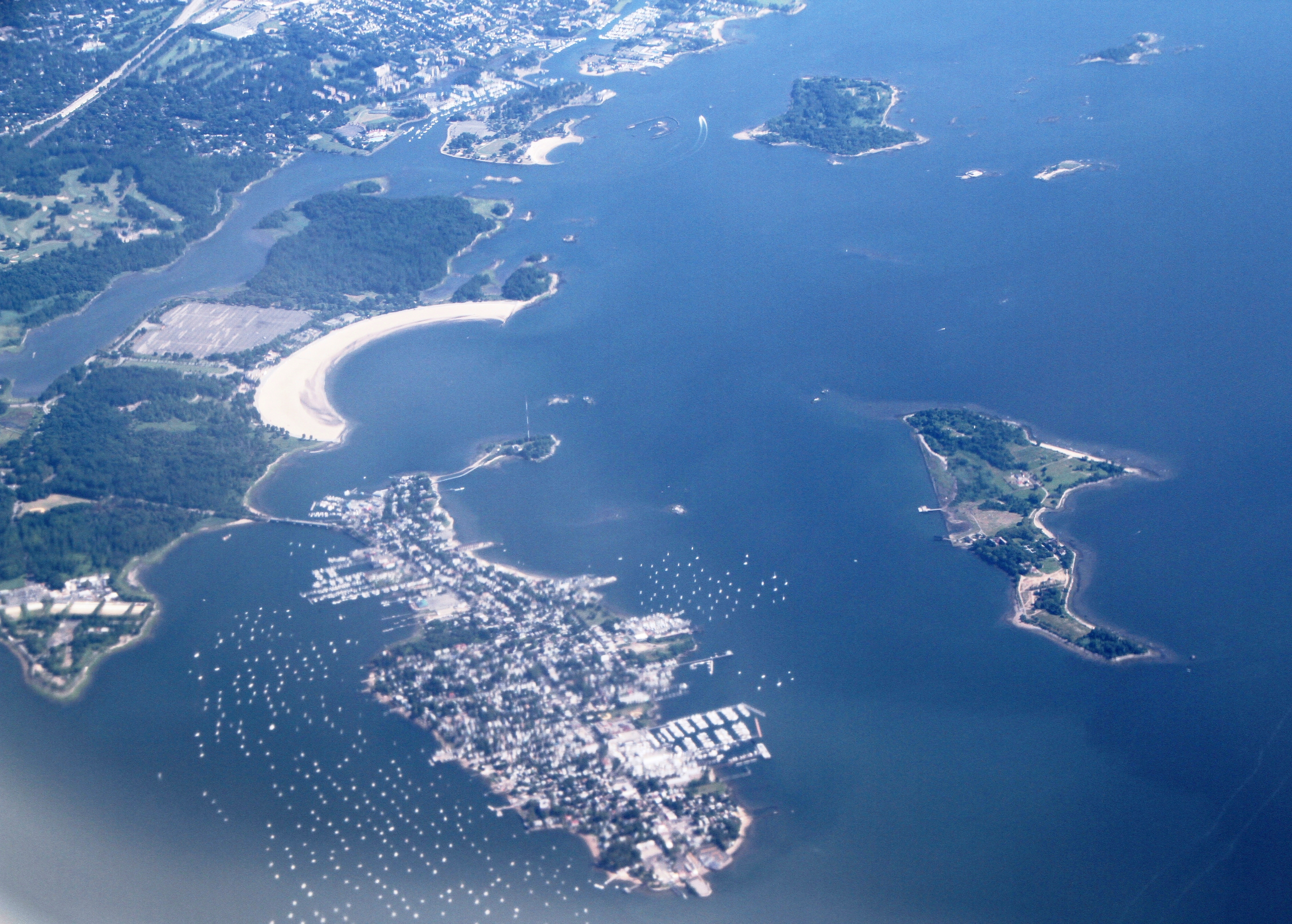
Pelham-Inseln

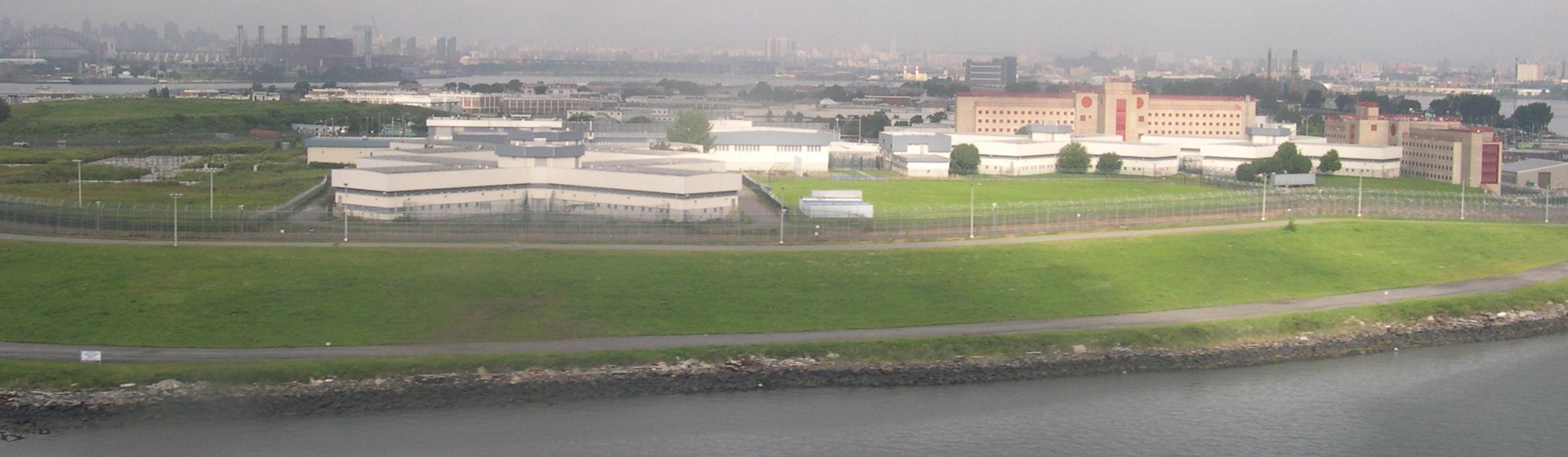
Rikers Island

- Hart Island (unbewohnt, ein etwa 18 Hektar großer Armenfriedhof, östlichster Teil der Bronx)
- High Island (unbewohnt)
- Hunters Island
- North Brother Island
- South Brother Island
- Rat Island
- Rikers Island
- Twin Island

## Brooklyn
- Canarsie Pol (unbewohnt)

## Manhattan

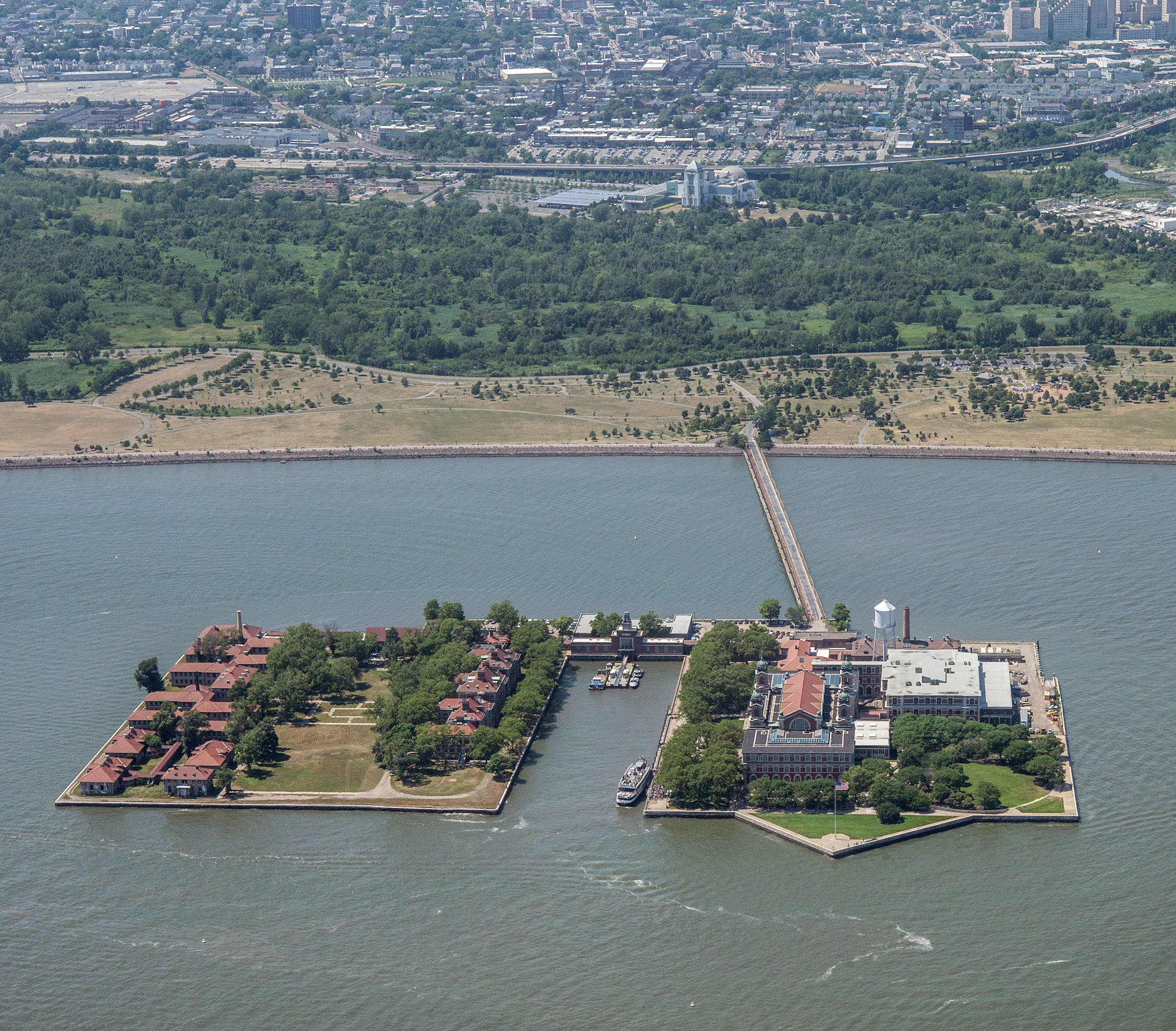
Ellis Island

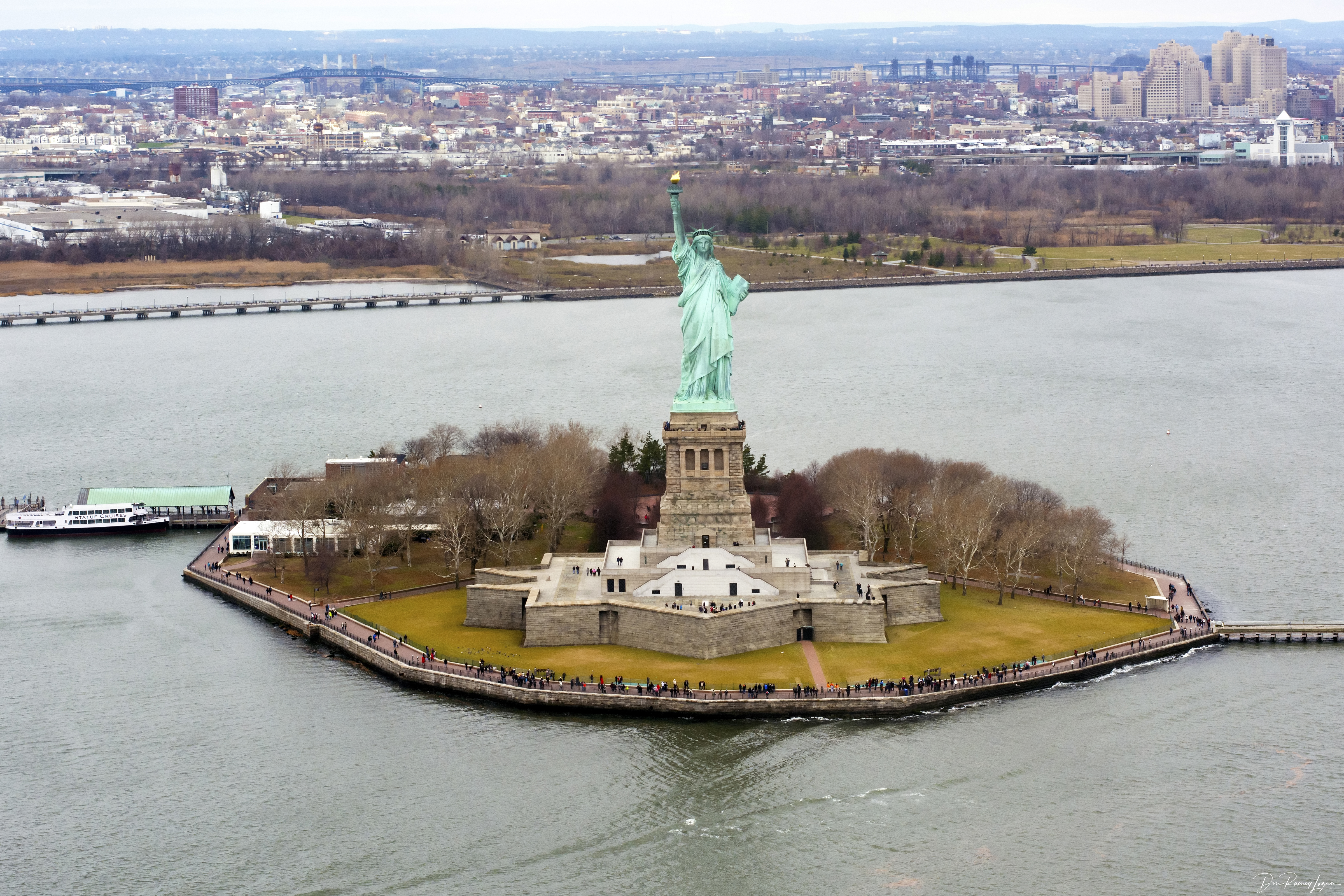
Liberty Island

- Ellis Island (teilweise)
- Governors Island
- Liberty Island
- Mill Rock
- Randalls Island
- Roosevelt Island
- U Thant Island
- Wards Island

## Queens
- Hog Island (durch Stürme zerstört)
- Broad Channel

## Staten Island

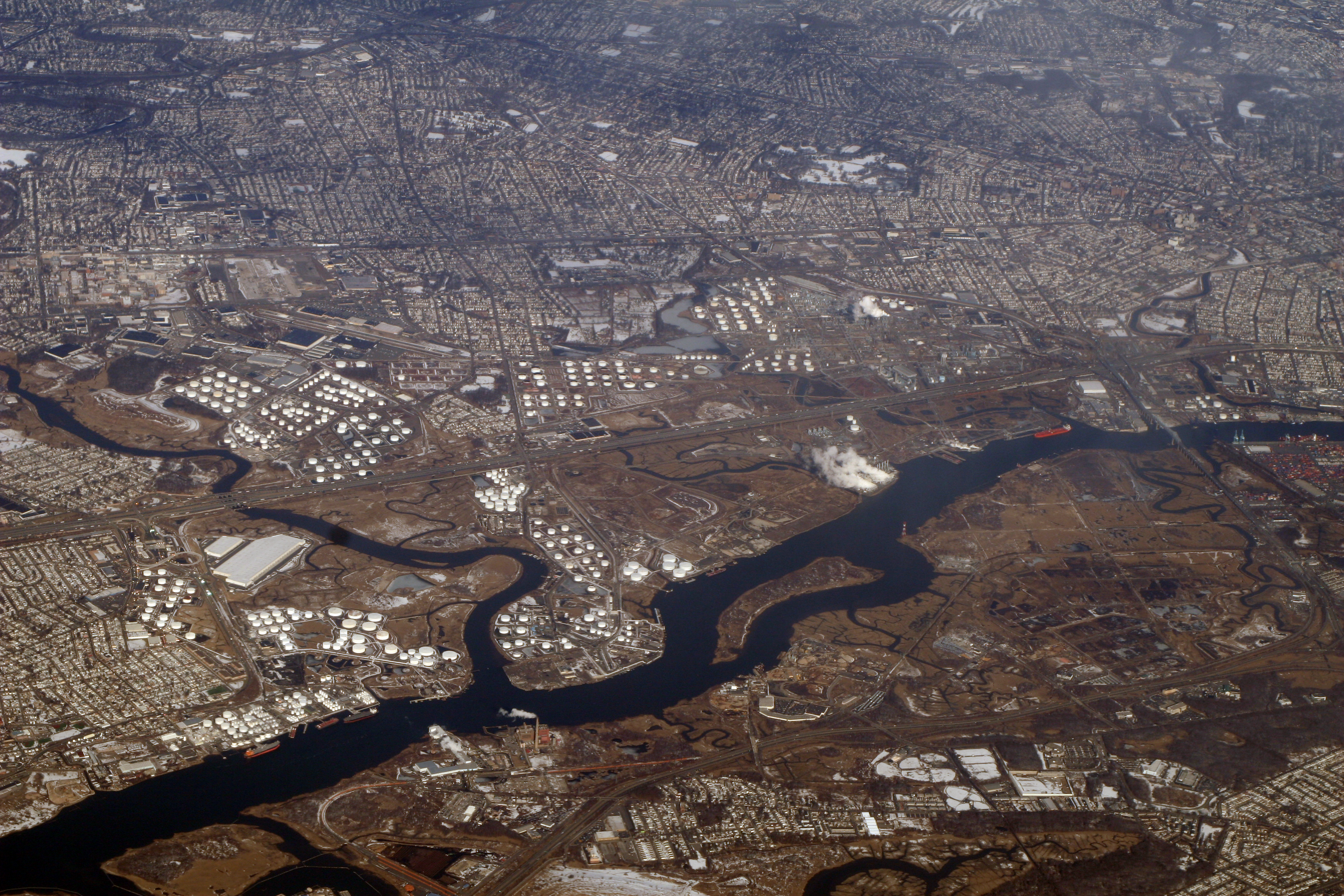
Pralls Island

- Hoffman Island
- Isle of Meadows
- Pralls Island
- Shooters Island
- Swinburne Island